# Preesall

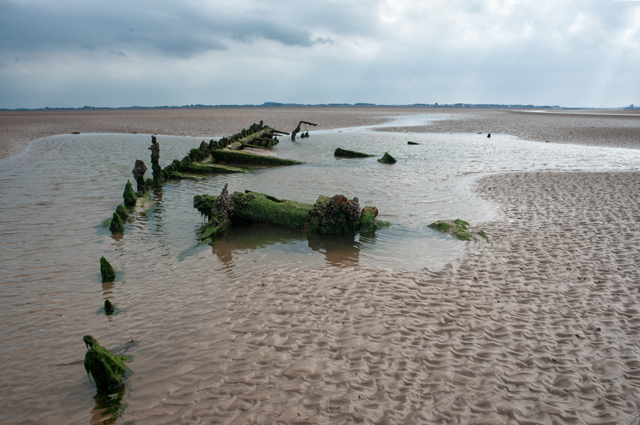
Schiffswrack auf Preesall Sands

Preesall ist eine Civil Parish und ein Wahlbezirk im Nordwestenglands, drei Meilen östlich von Fleetwood, sieben Meilen nordöstlich von Blackpool und 204 Meilen nordwestlich von London. Preesall gehört zum District Council von Wyre, der dem County Council von Lancashire untersteht. Die Gemeinde (bis 1910 als Preesall with Hackensall bekannt) umfasst das östliche Ufer der Mündung des Flusses Wyre, einschließlich Knott End-on-Sea, Pilling Lane und dem Dorf Preesall selbst. Die Gemeinde Preesall hatte bei der Volkszählung 2021 eine Bevölkerung von 5657 Einwohnern.

## Geografie

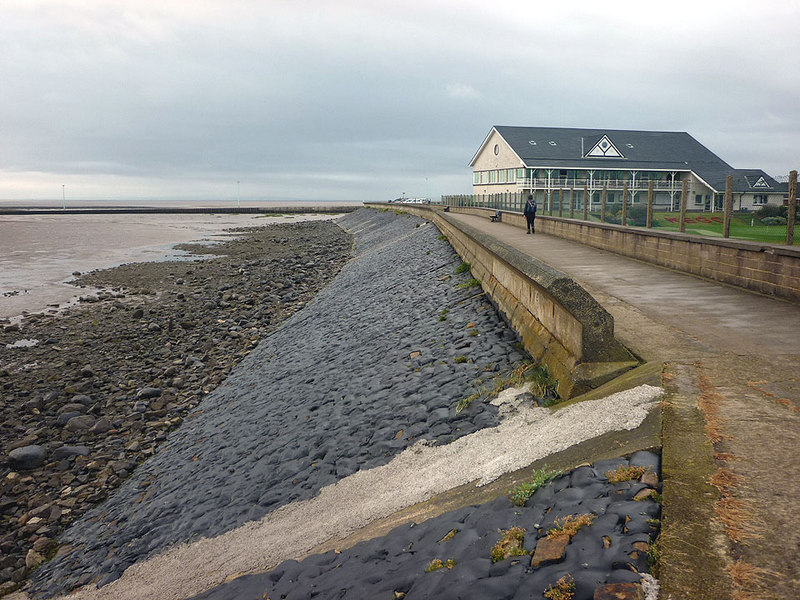
Sea Wall – Preesall

Der Strand, der Pilling, Preesall und Knott-End umgibt, ist als Preesall Beach bekannt. Preesall ist durch einen als „Sea Wall“ bezeichneten Schutzwall vor Hochwasser geschützt. Es gibt einen Weg auf dem Deich, der von Knott End-on-Sea nach Pilling führt, und an einem Punkt neben der Pumpstation von Preesall führt der Deich über einen alten, inzwischen zugeschütteten steinernen Bunker aus dem Zweiten Weltkrieg, der zwischen den Felsen getarnt ist.
Westlich des Dorfes selbst liegen mehrere Gewässer, die als Flashes bekannt sind. Diese entstanden in den 1920er und 1930er Jahren durch Senkungen beim Salzabbau und führten zur Schließung der Minen im Jahr 1931. ICI nutzte die Bergwerke und das nahe gelegene Land bis in die 1980er Jahre für die Soleförderung.

## Namensherkunft
Der Name Preesall ist wahrscheinlich nordischen Ursprungs. Das erste Element, „Prees“, bedeutet Reisig, „all“ leitet sich entweder vom altnordischen Wort „hofud“ ab, was „steiler Kamm“ bedeutet, oder vom altnordischen „haugr“, was „Hügel“ bedeutet. Preesall ist ein niedriges, flaches Gebiet, aber ein Teil davon steht auf einem kurzen Bergrücken. Dementsprechend ist Preesall „Dickicht auf einem Hügel oder Bergrücken“.

## Geschichte
Preesall wird im Domesday Book (1086) als Teil des Hundred of Amounderness erwähnt, und der Domesday-Ortsname wird als Pressouede angegeben. 1190 wurde das Land an einen Bogenschützen im Dienste von Prinz John vergeben. 1248 wird Preesall als Preshoueth erwähnt und im 16. Jahrhundert ging das Land, wie vieles in dieser Gegend, in den Besitz der Familie Fleetwood über.
Ein bekannter Standort von großer archäologischer Bedeutung ist die ehemalige Hackensall Tide Mill in Preesall. Diese Mühle ist aus dokumentarischen Quellen bekannt und könnte aus der Zeit vor 1260 stammen. In der Grafschaft sind weitere Wassermühlenstandorte aus dieser Zeit bekannt, doch scheint dies die einzige Gezeitenmühle zu sein, und nur sehr wenige einfache mittelalterliche Mühlenstandorte wurden im Gelände untersucht. Physische Überreste mittelalterlicher Wassermühlen sind landesweit selten, und die erhaltenen Überreste sind von nationaler Bedeutung.

## Verwaltung
Preesall war von 1900 bis 1974 ein Stadtbezirk. Er war auch unter dem Namen Preesall-With-Hackensall bekannt. Er wurde 1974 aufgelöst und im Rahmen des Local Government Act 1972 mit dem Bezirk Wyre zusammengelegt, behielt aber seinen eigenen Bürgermeister und Stadtrat.

## Sonstiges
Zwischen dem Christoph-Scheiner-Gymnasium in Ingolstadt und dem Aidan’s Church of England Technology College in Preesall besteht ein Schüleraustausch.